# Quintet per a clarinet (Mozart)
El Quintet amb clarinet en la major, K. 581, o Quintet «Stadler», és una obra composta el 1789 de Wolfgang Amadeus Mozart per a un conjunt instrumental format per un clarinet, dos violins, una viola i un violoncel. Està dedicat al seu amic, el clarinetista Anton Stadler, i pensada perquè fos interpretat per ell mateix. Està escrita originalment per a clarinet di basseto però és habitual utilitzar en la seva interpretació un clarinet en la.
És l'únic quintet amb aquest instrument compost per Mozart. El va acabar d'escriure el 29 de setembre de 1789 i es va referir en una carta a l'obra com el Quintet Stadler, nom amb el qual de vegades se'l cita. És una de les millors obres del repertori per a clarinet i és molt popular per les seves melodies líriques, especialment en el seu segon moviment.

## Anàlisi musical
Consta de quatre moviments:
1. Allegro, en compàs 2/2.
2. Larghetto, en re major i compàs 3/4.
3. Menuetto — Trio I — Trio II, en compàs 3/4 (el Trio I, en la menor)
4. Allegretto con Variazioni, en compàs 2/2.

El primer moviment, Allegro, és un moviment clàssic en forma de sonata, amb la típica estructura d'exposició, desenvolupament i reexposició. El segon moviment, Larghetto, és una peça somiadora. El tercer moviment, Menuetto es tracta d'un minuet també dins l'estil clàssic, però amb diversos trios i una estructura interna més complexa que els habituals. El darrer moviment, Allegretto amb variazioni, consta d'un tema que es repeteix diverses vegades amb alguns temes centrals que precedeixen a la variació del tema principal més famós.
El més destacat d'aquest quintet és la seva similitud amb el seu Concert per a clarinet: la tonalitat usada és la mateixa, fou escrit també per a Anton Stadler i s'observa una gran similitud en el desenvolupament de les frases musicals. Una altra de les característiques destacades d'aquest quintet –i d'altres obres de cambra de Mozart–, és la igualtat i equilibri dels rols atribuïts a cada instrument en el diàleg de pregunta-resposta.